# Claudia van Koolwijk
Claudia van Koolwijk (auch: Claudia van Koolwijk-Jünger; * 23. Januar 1961 in Düsseldorf; † 28. Juli 2023 ebenda) war eine deutsche Künstlerin und Fotografin.

## Leben
Claudia van Koolwijk arbeitete seit Mitte der 80er Jahre als Künstlerin und Fotografin. Ihre Arbeiten erschienen in rund einem Dutzend Monographien und Kataloge. Werke hängen in öffentlichen und privaten Sammlungen und wurden in zahlreichen Ausstellungen präsentiert. Sie studierte von 1981 bis 1987 an der Kunstakademie Düsseldorf bei Fritz Schwegler und Alfonso Hüppi, dessen Meisterschülerin sie wurde. Sie lebte in Mettmann bei Düsseldorf. Am 28. Juli 2023 verstarb Claudia van Koolwijk im Alter von 62 Jahren.

## Einzelausstellungen (Auswahl)
- 1987 Im alten Dampfbad, Baden-Baden (Katalog) | Forum Bilker Straße, Kunstmuseum Düsseldorf (Katalog)
- 1989 Die Ägypter, Galerie Horbach Köln (Katalog) | Kunst im Kinderspielhaus, Düsseldorf | Internationale Studentengalerie Zagreb (Katalog) | Kunstverein Heinsberg (Katalog)
- 1993 Galerie Edition Beckers Darmstadt (Büchlein mit Jürgen Häuser)
- 1994 Nature morte, Museum Bochum (Katalog)
- 1995 Forum Bildender Künstler Essen, zusammen mit Judith Samen (Katalog)
- 1997 Weiblichkeit & Fotografie, Inszenierung mit Judith Samen (Katalog) | Portraits, Malkasten Düsseldorf
- 1998 Geschlechterkampf, Der Kooridor Island | Frauenbilder, Frauenberatungsstelle Düsseldorf
- 1999 Wahlverwandtschaften, Museum Bochum
- 2000 Schüler und Lehrer, gemeinsam mit Fritz Schwegler, Stadtmuseum Ratingen
- 2001 Paradies, Galerie Voss Düsseldorf (Katalog)
- 2002 Paradies2, Galerie Voss Düsseldorf (Katalog)
- 2003 Galerie Voss | Traces, mit Ulrike Schröter, BIS Mönchengladbach
- 2005 Museum Bochum, Seelen
- 2008 Haus Greiffenhorst Krefeld
- 2011 Poesie – mit Raoul Schrott, Heinehaus Düsseldorf
- 2017 hochrot, Gästezimmer im Weltkunstzimmer, Düsseldorf | Natur-Kultur-Technik, Heine Haus Düsseldorf[1]

## Gruppenausstellungen (Auswahl)
- 1986 Galerie Tropeninstitut, Düsseldorf
- 1988 Das Kind, Galerie Horbach Köln | Meine Zeit mein Raubtier, Kunstmuseum Düsseldorf | Nature morte, Galerie Magers Bonn
- 1989 Verhältnis der Geschlechter, Kunstverein Bonn (Katalog) | Inszenierte Fotographie, Clemens Sels Museum Neuss (Katalog) | Arbeiten auf Papier, Galerie Horbach Köln
- 1990 Frauen des 20. Jahrhunderts, Museum Wiesbaden (Katalog) | Das Portrait, Galerie H.J.Müller Stuttgart (Katalog)
- 1991 Gedok Köln | Eine Kiste in der Provinz, Kunstverein Heinsberg (Katalog)
- 1992 Der Tresor, Centralmuseum Utrecht/NL | Internationale Fotoszene, Kölner Künstlerinnen, Köln (Katalog)
- 1993 Zwischenzeit Fotographie, Malkasten Düsseldorf | Borderlines, Deutsche Fototage Frankfurt am Main (Katalog) | WP8 Weihnachtsausstellung Düsseldorf | Goldenes Band für ein Schloß, mit Thomas Huber, Schloss Oiron/F | Ägyptenreise, mit Carol Pilar, Andreas Gursky, Thomas Huber, Frankfurt a. M.
- 1994 Kunst und Krieg, Kaisersaal Aachen (Katalog) | 365 Grundsteinkisten für Kunstverein Langenberg (Katalog) | WP8 Weihnachtsausstellung, Düsseldorf
- 1995 Auslöser / Fotokünstlerinnen, Künstlerforum Bonn (Katalog) | Der Gemartelde Tijd, Galerie Transit Leuven (Katalog) | Im Sommer das Sonderbare, Galerie Ilverich Meerbusch | Fotokünstlerinnen, Werkstätten Hellerau Dresden
- 1996 Galerie Gedok Hamburg | Ahnenkapelle, Görlitz | Kunstforum Essen, mit Judith Samen (Katalog) | Raum X, Reinstallation | Künstlergilde NRW, Wirtschaftsmuseum Düsseldorf (Katalog) | Der letzte Aufguß, Kulturamt Düsseldorf (Katalog)
- 1997 Auslöser Bonn | Auslöser Hannover | Achtmal Photographie, Gedok Atelierhaus Lübeck | Editionen, Forum Bildender Künstler Essen | Künstler machen Schilder für Rottweil, Forum Kunst Rottweil (Katalog) | Der Shop von Anna Klinkhammer, Neuss
- 1998 ‚Toi toi toi‘, Tanzhaus NRW Helga Meister (Katalog) | Künstlerwitze, Galerie Klein und Langheimer, Eifel | 150 Jahre Malkasten, Diaprojektion | Magazin der Zeichen, Magazin Düsseldorf
- 1999 Frontstore, Basel 2000 Korridor, Reykjavik Art Museum – Harbour House (Katalog) | Der Shop, Düsseldorf | Salon Hansa Düsseldorf | Galerie Klinkhammer und Metzner | Übersicht 3, Kunstverein Lippstadt, Galerie F6, Künstlerdorf Schöppingen, Städtische Galerie Haus Eichenmüller Lemgo, Kunstverein Münsterland Coesfeld (Katalog) | Galerie Schlick Düsseldorf (Katalog)
- 2001 Maria auf der Heide und Freunde, Galerie Wolfram Bach Düsseldorf | Fische, Galerie Klinkhammer und Metzner | Stars der Manege, Salon Hansa Düsseldorf
- 2002 Heute bis Jetzt, Zeitgenössische Fotografie aus Düsseldorf, Museum Kunst Palast Düsseldorf (Katalog) | Eva und die Schlange, Kunstverein Bad Salzdetfurth | ‚Gedenkfeier für verstorbene Drogenabhängige‘, Installation Düsseldorf | Dein Bild der Stadt, SK Düsseldorf
- 2003 ‚Die Mettmanner Vier‘, mit Felix und Irmel Droese und Thomas Huber, Galerie Schübbe Mettmann | Me Myself and I, Projektraum Künstlerbund Berlin | Rockn’Roll and the Marychain, Malkasten Düsseldorf | Maria auf der Heide und ihre Freunde, Kunsthalle Recklinghausen | Artwalk, Amsterdam/NL
- 2004 running mars, Düsseldorf
- 2005 hart an der realität, Flurklinik – ehemaliges Wöchnerinnen-Asyl Düsseldorf | Pflanzen-Freunde, Studio Maria von der Heide Düsseldorf | paradies gesucht? Con-Sum Düsseldorf | Das Jüngste Gerücht – Köln Düsseldorfer Freundschaft, Pfefferberg und Salon KDF Berlin
- 2006 Body in the Blue, Düsseldorf & Breda/NL, stage event – exhibition – cinema event
- 2007 heilig 1 – Aktuelle Positionen zum Geistlichen in der Kunst, Gloriahalle Oberkassel | X mal I C H – Selbstporträts und Selbstdarstellungen nationaler und internationaler Künstler und Künstlerinnen
- 2007 heilig 1 – Aktuelle Positionen zum Geistlichen in der Kunst, Gloriahalle Oberkassel | X mal I C H – Selbstporträts und Selbstdarstellungen nationaler und internationaler Künstler und Künstlerinnen aus der Sammlung Westermann, Städtische Galerie Rastatt
- 2008 Mut und Sinnlichkeit – Ein Diskurs zu Fragen der Überzeugung und deren Umsetzung, back-raum im CON-SUM Düsseldorf | „Düsseldorfer Künstlerspiel“, k-UFO Düsseldorf | Sommerfestival – 25 Jahre k-UFO, Düsseldorf | Volksaktie k-UFO, Düsseldorf | Et in bavaria ego, CON-SUM Düsseldorf | Einblatt Nr. 34 mit Ulrike Schroeter, Edition Horst Jansen
- 2009 Tatorte – Offene Ateliers im Neanderland | Gemeinsam in Bewegung – 120 zeitgenössische Künstler aus Deutschland und China, Kunstmuseum Wuhan, China | ‚Am Ende der Welt – e.i.b.e in bribir‘, Archäologisches Museum Bribir, Kroatien | Herrengedeck k - UFO, Düsseldorf | MIO, MEINS, MEU – Versteigerung Barcelona, Calle del Bou
- 2010 „Ein Würfelwurf (Un Coup de Dés)…“, Künstlerloge Ratingen | Ägyptenreise, Kairo
- 2011 Ballspiel, Ballhaus Nordpark Düsseldorf | Der Letzte macht das Licht aus, Freies Museum Berlin | Piraten, Pomp und Pudding – Das kleine Format, Malkasten Düsseldorf | Tatorte – Offene Ateliers im Neanderland (als Gäste Ulrike Schröter & Julia van Koolwijk)
- 2012 Augenblick, Kunsthaus Arnsberg | Offenes Atelier in Mettmann (als Gast: Irmel Droese)| Netzwerk, Künstlerloge Ratingen | Studio e.i.b.e e.V., Düsseldorf | Das Eigene und Andere in der Fotografie – eine Ausstellung für Hannah Höch, Deutscher Künstlerbund Berlin | Fotografien – Galerie espai d’art B2, Sóller/Spain | Weltuntergang, Das kleine Format, Malkasten Düsseldorf | Neues von Anna Blume / k-UFO Kunstkalender, Düsseldorf | Gott sei Punk, Salon Hansa Berlin
- 2013 Kontinuum – Frederike Graben und Freunde, Alte Feuerwehrwache Köln | Porträtfotografien -10 Jahre AFORK, Museum Kunstpalast Düsseldorf | Bernd Minnich: Aus der Erinnerung, Malkasten Düsseldorf | NITART, Soller (Spanien) | Studio e.i.b.e e.V., Düsseldorf | Aus Ernst wird Spaß – Das Ironische in der Kunst, Projektraum Künstlerbund Berlin | Nur die Schönheit kann uns retten – k-UFO Düsseldorf | Der Übergang vom Formlosen zur Form und das Leerwerden der Fülle, Das kleine Format, Malkasten Düsseldorf | Das morphische Feld, Salon Hansa Berlin
- 2014 über die trauer (mit J. Stallecker)
- 2015 Um Fleisch auf die Nerven zu bekommen, Salon Hanser bei Kunstverein Familie Montez Frankfurt a. M. | Nitart Sollér/Spain | Kunstpunkte Düsseldorf bei Julia van Koolwijk |
- 2016 Offenes Atelier (mit Christine Atmer de Reig and Herbert Koller) Mettmann | April April, Kunstraum Köln | Fritz Schwegler – 43 Künstler seiner Klassen, neue enden II, GersonHöger Galerie Hamburg | contrapunkt, CABINETT Düsseldorf | 10 Jahre EIBE e.V., Düsseldorf | GRENZWERTIG, Festival Photoszene Köln International, Kunstraum Köln | Gefundenes Fressen, Petersburger Raum für Kunst, Köln | Der schöne Schein, Cabinett Düsseldorf | Fake, Petersburger Raum für Kunst, Köln | fotografía contemporánea, Galerie espai d’art, Sóller/Spain | Der wahre Schein, Onomato-Künstlerverein Düsseldorf | Mes amies – Sammlung Nora Schattauer, Köln
- 2017 Kunstpunkte Düsseldorf 2017 | 5 Jahre weltkunstzimmer, Düsseldorf |

- 2018 Kunst in Eigener Sache, Atelier Herbert Koller, Meerbusch | Salon Hansa zu Gast bei der Galerie König, Berlin | Wer kümmert sich eigentlich um die Realität?, Petersburger Raum für Kunst, Köln | Masken, Kunsthaus Mettmann | Malkasten Düsseldorf[1]